# Buenos Aires (Andes)
Buenos Aires es un centro poblado del municipio de Andes, departamento de Antioquia, Colombia. Este centro poblado se encuentra a 18 kilómetros del centro del municipio de Andes. Limita por el norte con el centro poblado San José, por el oriente con el municipio de Jericó, por el sur con el centro poblado San Bartolo y por el occidente con los centros poblados de Tapartó y Quebrada Arriba además de la cabecera municipal de Andes.

## División
Además, del centro poblado Buenos Aires. Tiene bajo su área de influencia 8 veredas:
| Veredas de Buenos Aires |                |
| Alto Cañaveral          | Bajo Cañaveral |
| Valle Umbría            | La Bodega      |
| La Argentina            | San Carlos     |
| San Hernando            | La Alsacia     |